# سفاتي جور
سفاتي جور (بالإنجليزية: Svätý Jur)‏ هي بلدة و municipality of Slovakia تقع في سلوفاكيا في Pezinok District.[بحاجة لمصدر] يقدر عدد سكانها بـ 4,929 نسمة .

## أعلام
- فمبيري